# Дейвид Лендър
Дейвид Лендър (на английски: David Lender) е американски писател на произведения в жанра финансов трилър и криминален роман.

## Биография и творчество
Дейвид Лендър е роден през 1954 г. в Ню Джърси, САЩ. Завършва с бакалавърска степен по английска филология, със степен по история на изкуствата от Университета в Кънектикът. Клед това работи известно време в застрахователния бизнес. Получава магистърска степен по бизнес администрация от колежа по мениджмънт „Келог“ на Северозападния университет със специалност „Финанси, политика и маркетинг“.
В продължение на 25 години работи като инвестиционен банкер на „Уол Стрийт“. Първоначално работи в кампанията „Мерил Линч“, работи за международния инвестиционен бизнес на семейство Ротшилд, а след това ивнестиционното дружество „Banc of America Securities“. Той е съосновател и управлява четири години компания за частни капитали „Cromwell Group“. Изгражда и управлява нюйоркския офис на бутиковата инвестиционна банка „Cascadia Capital“. Специализира се в сливания и придобивания през цялата си кариера.
Заедно с работата си започва да пише в края на 90-те години изучавайки с годините занаята. За сюжетите си ползва своя опит и познанията си за вътрешната страна на сливанията и придобиванията, за международната обстановка, натрапчиви личности и реални световни финансови интриги. Героите му варират от корпоративни енергийни брокери до шпиони, корпоративни акули, жадни за власт и пари, странни личности и измамници. Трилърите му разкриват безскрупулните мотиви и самолюбието, които мотивират играчите в света на финансите.
Първият му трилър „Trojan Horse“ (Троянски кон) от поредицата „Саша Дел Мира“ е издаден през 2011 г. Същата година са издадени и романите му „Bull Street“ и „Ваксината“.
Дейвид Лендър живее със семейството си в Милфорд, североизточна Пенсилвания.

## Произведения

### Самостоятелни романи
- Bull Street (2011)
- Vaccine Nation (2011)
Ваксината, изд.: ИК „Бард“, София (2014), прев. Асен Георгиев
- Mickey Unchained (2014)

### Серия „Саша Дел Мира“ (Sasha Del Mira)
1. Trojan Horse (2011)
2. Sasha Returns (2012)
3. Arab Summer (2013)
4. On Home Soil (2015)

### Серия „Престъпления на белите якчки“ (White Collar Crime)
1. Rudiger Comes Alive (2013)
2. Rudiger in the Islands (2013)
3. Rudiger in Peril (2014)
4. Rudiger on the Streets (2014)
5. Spin Move (2015)

### Новели
- The Gravy Train (2011)